# Spizella breweri
El chimbito desértico (Spizella breweri), también denominado chingolo de Brewer, gorrión indefinido desértico y gorrión de Brewer, es una especie de ave paseriforme de la perteneciente a la familia de los passerellidos. Es de hábitos migratorios, con reproducción en Canadá y los Estados Unidos e invernada en el norte y occidente de México.

## Descripción
Resulta muy parecido a sus especies cercanas, en especial a S. passerina y S. pallida, pero se diferencia por la corona café finamente rayada y sin línea media. El pico y las patas son de color carne. La cara es parda grisácea, con esbozos de lista superciliar (más clara) y parche auricular (más oscuro). Tiene además líneas malares oscuras ("bigote") . Las partes dorsales son color pardo arenoso, listadas con negro. En las alas, hay dos barras más claras. Las partes ventrales son blancuzcas, pero en otoño e invierno los flancos y el pecho se vuelven color ante.
Se distribuye en el oeste de Canadá y Estados Unidos en la época reproductiva. En invierno migra hacia el suroeste de Estados Unidos (California, Arizona, Nuevo México y Texas) y a México. En este último país se distribuye en toda la península de Baja California, en las áreas bajas de Sonora, y a lo largo del Altiplano Central, llegando hasta el Bajío por el sur.
Habita en planicies con arbustos, en áreas de bosques semiabiertos, y en pastizales. Es más propenso a los desiertos que las demás especies del género Spizella. Se alimenta de semillas e insectos, busca alimento en grupos en el suelo o en los arbustos.